# Lee Kyung-nam
Lee Kyung-nam (4 novembre 1961) è un ex calciatore sudcoreano, di ruolo attaccante.